# Plants for a Future
A Plants For A Future (PFAF) egy online nonprofit forrás azok számára, akiket érdekelnek az ehető és hasznos növények, fókuszterülete pedig a mérsékelt öv. A szervezet leginkább az évelő növényekkel foglalkozik.
A PFAF egy regisztrált oktatási jótékonysági szervezet, melynek erős etikai elkötelezettsége van, és a következő célokat követi: 

„A szervezet célja a köz oktatásának elősegítése azon keresztül, hogy hangoztatja a mezőgazdaság és az ökológiailag fenntartható vegán-organikus gazdaság minden aspektusát, melynek fókusza nála a fákon, a cserjéken és más, évelő növényeken van. Ezen kívül a témában kutatásokat folytat, a kutatások eredményeit pedig disszertációkon publikálja.”

A honlapon van egy online adatbázis, melyben több mint 8000 növény szerepel. Ezek közül 700 a mérsékelt övben, így többek között az Egyesült Királyságban, 1000 pedig trópusi övben él.
Az adatbázis alapjait Ken Fern rakta le, melyben az az 1500 növény szerepelt, melyet a délnyugat-angliai, 28 acre területű kutató területén termesztett. 
2008 óta az adatbázist a Plants For A Future Charity által alkalmazott adatbázis-üzemeltető tartja karban.

## Publikációk
- Fern, Ken. Plants for a Future: Edible and Useful Plants for a Healthier World. Hampshire: Permanent Publications, 1997. ISBN 1-85623-011-2.
- Edible Plants: An inspirational guide to choosing and growing unusual edible plants. 2012 ISBN 9781481170017
- Woodland Gardening: Designing a low-maintenance, sustainable edible woodland garden. 2013. ISBN 9781484069165
- Edible Trees: A practical and inspirational guide from Plants For A Future on how to grow and harvest trees with edible and other useful produce. 2013. ISBN 9781493736102
- Plantes Comestibles: Le guide pour vous inspirer à choisir et cultiver des plantes comestibles hors du commun. 2014. ISBN 9781495914690
- Edible Perennials: 50 Top perennial plants from Plants For A Future. 2015.
- Edible Shrubs: 70+ Top Shrubs from Plants For A Future ISBN 9781791954949

## További olvasnivaló
- Plants for a Future: Edible and Useful Plants for a Healthier World Archiválva 2014. május 27-i dátummal a Wayback Machine-ben by Ken Fern, published by Permanent Publications ISBN 1-85623-011-2

## Külső hivatkozások
- Hivatalos weboldal